# Xyloscia
Xyloscia is een geslacht van vlinders van de familie spanners (Geometridae), uit de onderfamilie Ennominae.

## Soorten
- X. biangularia Leech, 1897
- X. dentifera Inoue, 1986
- X. subspersata Felder, 1875